# Élections locales britanniques de 2007
Les élections locales britanniques de 2007 ont eu lieu le 3 mai.

## National
| Parti | Parti                                          | Conseils | Conseils | Sièges | Sièges |
| Parti | Parti                                          | Élus     | +/-      | Élus   | +/-    |
| ----- | ---------------------------------------------- | -------- | -------- | ------ | ------ |
|       | Parti conservateur                             | 165      | +39      | 5 315  | +911   |
|       | Libéraux-démocrates                            | 23       | -4       | 2 171  | -246   |
|       | Parti travailliste                             | 34       | -8       | 1 877  | -504   |
|       | Association des résidents                      | 1        | =        | 67     | -19    |
|       | Parti vert                                     | 0        | =        | 62     | +17    |
|       | Parti national britannique                     | 0        | =        | 10     | +1     |
|       | Parti libéral                                  | 0        | =        | 9      | -1     |
|       | Mebyon Kernow                                  | 0        | =        | 7      | +1     |
|       | UKIP                                           | 0        | =        | 5      | -1     |
|       | Communauté indépendante et intérêt de la santé | 0        | =        | 4      | +1     |
|       | Parti du respect                               | 0        | =        | 3      | =      |
|       | Parti socialiste                               | 0        | =        | 0      | -1     |
|       | Autres                                         | 4        | =        | 949    | -162   |
|       | Conseil sans majorité                          | 85       | -27      |        |        |

## Angleterre

### Arrondissements métropolitain
Dans les 36 arrondissements métropolitains, un tiers du conseil est renouvelé.
| Conseil             | Majorité sortante | Majorité sortante | Majorité élue | Majorité élue |
| ------------------- | ----------------- | ----------------- | ------------- | ------------- |
| Barnsley            |                   | Travailliste      |               | Travailliste  |
| Birmingham          |                   | Sans majorité     |               | Sans majorité |
| Bolton              |                   | Sans majorité     |               | Sans majorité |
| Bradford            |                   | Sans majorité     |               | Sans majorité |
| Bury                |                   | Sans majorité     |               | Sans majorité |
| Calderdale          |                   | Sans majorité     |               | Sans majorité |
| Coventry            |                   | Conservateur      |               | Conservateur  |
| Doncaster           |                   | Sans majorité     |               | Sans majorité |
| Dudley              |                   | Conservateur      |               | Conservateur  |
| Gateshead           |                   | Travailliste      |               | Travailliste  |
| Kirklees            |                   | Sans majorité     |               | Sans majorité |
| Knowsley            |                   | Travailliste      |               | Travailliste  |
| Leeds               |                   | Sans majorité     |               | Sans majorité |
| Liverpool           |                   | LibDem            |               | LibDem        |
| Manchester          |                   | Travailliste      |               | Travailliste  |
| Newcastle upon Tyne |                   | LibDem            |               | LibDem        |
| North Tyneside      |                   | Sans majorité     |               | Sans majorité |
| Oldham              |                   | Travailliste      |               | Sans majorité |
| Rochdale            |                   | Sans majorité     |               | LibDem        |
| Rotherham           |                   | Travailliste      |               | Travailliste  |
| Salford             |                   | Travailliste      |               | Travailliste  |
| Sandwell            |                   | Travailliste      |               | Travailliste  |
| Sefton              |                   | Sans majorité     |               | Sans majorité |
| Sheffield           |                   | Travailliste      |               | Sans majorité |
| Solihull            |                   | Conservateur      |               | Sans majorité |
| South Tyneside      |                   | Travailliste      |               | Travailliste  |
| Saint Helens        |                   | Sans majorité     |               | Sans majorité |
| Stockport           |                   | LibDem            |               | LibDem        |
| Sunderland          |                   | Travailliste      |               | Travailliste  |
| Tameside            |                   | Travailliste      |               | Travailliste  |
| Trafford            |                   | Conservateur      |               | Conservateur  |
| Wakefield           |                   | Travailliste      |               | Travailliste  |
| Walsall             |                   | Conservateur      |               | Conservateur  |
| Wigan               |                   | Travailliste      |               | Travailliste  |
| Wirral              |                   | Sans majorité     |               | Sans majorité |
| Wolverhampton       |                   | Travailliste      |               | Travailliste  |

### Autorité unitaire

#### Entièrement à renouveler
| Conseil                      | Majorité sortante | Majorité sortante | Majorité élue | Majorité élue |
| ---------------------------- | ----------------- | ----------------- | ------------- | ------------- |
| Bath and North East Somerset |                   | Sans majorité     |               | Sans majorité |
| Blackpool                    |                   | Travailliste      |               | Conservateur  |
| Bournemouth                  |                   | LibDem            |               | Conservateur  |
| Bracknell Forest             |                   | Conservateur      |               | Conservateur  |
| Brighton & Hove              |                   | Sans majorité     |               | Sans majorité |
| Darlington                   |                   | Travailliste      |               | Travailliste  |
| East Riding of Yorkshire     |                   | Sans majorité     |               | Conservateur  |
| Herefordshire                |                   | Sans majorité     |               | Conservateur  |
| Leicester                    |                   | Sans majorité     |               | Travailliste  |
| Luton                        |                   | Sans majorité     |               | Travailliste  |
| Medway                       |                   | Conservateur      |               | Conservateur  |
| Middlesbrough                |                   | Travailliste      |               | Travailliste  |
| North Lincolnshire           |                   | Conservateur      |               | Travailliste  |
| North Somerset               |                   | Sans majorité     |               | Conservateur  |
| Nottingham                   |                   | Travailliste      |               | Travailliste  |
| Poole                        |                   | Conservateur      |               | Conservateur  |
| Redcar and Cleveland         |                   | Sans majorité     |               | Sans majorité |
| Rutland                      |                   | Conservateur      |               | Conservateur  |
| South Gloucestershire        |                   | Sans majorité     |               | Sans majorité |
| Stockton-on-Tees             |                   | Sans majorité     |               | Sans majorité |
| Telford and Wrekin           |                   | Sans majorité     |               | Sans majorité |
| Torbay                       |                   | LibDem            |               | Conservateur  |
| West Berkshire               |                   | Conservateur      |               | Conservateur  |
| Windsor and Maidenhead       |                   | LibDem            |               | Conservateur  |
| York                         |                   | LibDem            |               | Sans majorité |

#### Un tiers des sièges à renouveler
| Conseil                 | Majorité sortante | Majorité sortante | Majorité élue | Majorité élue |
| ----------------------- | ----------------- | ----------------- | ------------- | ------------- |
| Blackburn with Darwen   |                   | Travailliste      |               | Sans majorité |
| Bristol                 |                   | Sans majorité     |               | Sans majorité |
| Derby                   |                   | Sans majorité     |               | Sans majorité |
| Halton                  |                   | Travailliste      |               | Travailliste  |
| Hartlepool              |                   | Travailliste      |               | Travailliste  |
| Kingston upon Hull      |                   | Sans majorité     |               | LibDem        |
| Milton Keynes           |                   | Sans majorité     |               | Sans majorité |
| North East Lincolnshire |                   | Sans majorité     |               | Sans majorité |
| Peterborough            |                   | Conservateur      |               | Conservateur  |
| Plymouth                |                   | Sans majorité     |               | Conservateur  |
| Portsmouth              |                   | Sans majorité     |               | Sans majorité |
| Reading                 |                   | Travailliste      |               | Travailliste  |
| Slough                  |                   | Sans majorité     |               | Sans majorité |
| Southampton             |                   | Sans majorité     |               | Sans majorité |
| Southend-on-Sea         |                   | Conservateur      |               | Conservateur  |
| Stoke-on-Trent          |                   | Sans majorité     |               | Sans majorité |
| Swindon                 |                   | Conservateur      |               | Conservateur  |
| Thurrock                |                   | Conservateur      |               | Sans majorité |
| Warrington              |                   | Sans majorité     |               | Sans majorité |
| Wokingham               |                   | Conservateur      |               | Conservateur  |

### Conseils de districts

#### Entièrement à renouveler
| Conseil                      | Majorité sortante | Majorité sortante         | Majorité élue | Majorité élue              |
| ---------------------------- | ----------------- | ------------------------- | ------------- | -------------------------- |
| Allerdale                    |                   | Sans majorité             |               | Sans majorité              |
| Alnwick                      |                   | Sans majorité             |               | Sans majorité              |
| Arun                         |                   | Conservateur              |               | Conservateur               |
| Ashfield                     |                   | Travailliste              |               | Sans majorité              |
| Ashford                      |                   | Conservateur              |               | Conservateur               |
| Aylesbury Vale               |                   | Conservateur              |               | Conservateur               |
| Babergh                      |                   | Sans majorité             |               | Sans majorité              |
| Berwick-upon-Tweed           |                   | Sans majorité             |               | Sans majorité              |
| Blaby                        |                   | Conservateur              |               | Conservateur               |
| Blyth Valley                 |                   | Travailliste              |               | Travailliste               |
| Bolsover                     |                   | Travailliste              |               | Travailliste               |
| Boston                       |                   | Sans majorité             |               | Boston Bypass Independents |
| Braintree                    |                   | Sans majorité             |               | Conservateur               |
| Breckland                    |                   | Conservateur              |               | Conservateur               |
| Bridgnorth                   |                   | Sans majorité             |               | Sans majorité              |
| Broadland                    |                   | Conservateur              |               | Conservateur               |
| Bromsgrove                   |                   | Conservateur              |               | Conservateur               |
| Broxtowe                     |                   | Sans majorité             |               | Sans majorité              |
| Canterbury                   |                   | Sans majorité             |               | Conservateur               |
| Caradon                      |                   | Sans majorité             |               | LibDem                     |
| Carrick                      |                   | LibDem                    |               | Sans majorité              |
| Castle Morpeth               |                   | Sans majorité             |               | Sans majorité              |
| Charnwood                    |                   | Sans majorité             |               | Conservateur               |
| Chelmsford                   |                   | Conservateur              |               | Conservateur               |
| Chester-le-Street            |                   | Travailliste              |               | Travailliste               |
| Chesterfield                 |                   | LibDem                    |               | LibDem                     |
| Chichester                   |                   | Conservateur              |               | Conservateur               |
| Chiltern                     |                   | Conservateur              |               | Conservateur               |
| Christchurch                 |                   | Conservateur              |               | Conservateur               |
| Copeland                     |                   | Travailliste              |               | Travailliste               |
| Corby                        |                   | Travailliste              |               | Travailliste               |
| Cotswold                     |                   | Conservateur              |               | Conservateur               |
| Dacorum                      |                   | Conservateur              |               | Conservateur               |
| Dartford                     |                   | Sans majorité             |               | Conservateur               |
| Derbyshire Dales             |                   | Conservateur              |               | Conservateur               |
| Derwentside                  |                   | Travailliste              |               | Travailliste               |
| Dover                        |                   | Sans majorité             |               | Conservateur               |
| Durham                       |                   | LibDem                    |               | LibDem                     |
| Easington                    |                   | Travailliste              |               | Travailliste               |
| Eastbourne                   |                   | Conservateur              |               | LibDem                     |
| East Cambridgeshire          |                   | Sans majorité             |               | Conservateur               |
| East Devon                   |                   | Conservateur              |               | Conservateur               |
| East Dorset                  |                   | Conservateur              |               | Conservateur               |
| East Hampshire               |                   | Conservateur              |               | Conservateur               |
| East Hertfordshire           |                   | Conservateur              |               | Conservateur               |
| East Lindsey                 |                   | Sans majorité             |               | Sans majorité              |
| East Northamptonshire        |                   | Conservateur              |               | Conservateur               |
| East Staffordshire           |                   | Conservateur              |               | Conservateur               |
| Eden                         |                   | Indépendant               |               | Sans majorité              |
| Epsom and Ewell              |                   | Association des résidents |               | Association des résidents  |
| Erewash                      |                   | Sans majorité             |               | Conservateur               |
| Fenland                      |                   | Conservateur              |               | Conservateur               |
| Forest Heath                 |                   | Conservateur              |               | Conservateur               |
| Forest of Dean               |                   | Sans majorité             |               | Conservateur               |
| Fylde                        |                   | Conservateur              |               | Conservateur               |
| Gedling                      |                   | Sans majorité             |               | Conservateur               |
| Gravesham                    |                   | Travailliste              |               | Conservateur               |
| Guildford                    |                   | Conservateur              |               | Conservateur               |
| Hambleton                    |                   | Conservateur              |               | Conservateur               |
| Harborough                   |                   | Sans majorité             |               | Conservateur               |
| High Peak                    |                   | Sans majorité             |               | Conservateur               |
| Hinckley and Bosworth        |                   | Conservateur              |               | LibDem                     |
| Horsham                      |                   | Conservateur              |               | Conservateur               |
| Kennet                       |                   | Conservateur              |               | Conservateur               |
| Kerrier                      |                   | Indépendant               |               | Sans majorité              |
| Kettering                    |                   | Conservateur              |               | Conservateur               |
| King's Lynn and West Norfolk |                   | Conservateur              |               | Conservateur               |
| Lancaster                    |                   | Sans majorité             |               | Sans majorité              |
| Lewes                        |                   | LibDem                    |               | LibDem                     |
| Lichfield                    |                   | Conservateur              |               | Conservateur               |
| Lincoln                      |                   | Travailliste              |               | Conservateur               |
| Maldon                       |                   | Conservateur              |               | Conservateur               |
| Malvern Hills                |                   | Sans majorité             |               | Conservateur               |
| Mansfield                    |                   | Indépendant               |               | Indépendant                |
| Melton                       |                   | Conservateur              |               | Conservateur               |
| Mendip                       |                   | Conservateur              |               | Conservateur               |
| Mid Bedfordshire             |                   | Conservateur              |               | Conservateur               |
| Mid Devon                    |                   | Sans majorité             |               | Sans majorité              |
| Mid Suffolk                  |                   | Sans majorité             |               | Conservateur               |
| Mid Sussex                   |                   | Sans majorité             |               | Conservateur               |
| New Forest                   |                   | Conservateur              |               | Conservateur               |
| Newark and Sherwood          |                   | Sans majorité             |               | Conservateur               |
| North Cornwall               |                   | Sans majorité             |               | Sans majorité              |
| North Devon                  |                   | LibDem                    |               | Conservateur               |
| North Dorset                 |                   | Sans majorité             |               | Conservateur               |
| North East Derbyshire        |                   | Travailliste              |               | Travailliste               |
| North Hertfordshire          |                   | Conservateur              |               | Conservateur               |
| North Kesteven               |                   | Sans majorité             |               | Conservateur               |
| North Norfolk                |                   | LibDem                    |               | LibDem                     |
| North Shropshire             |                   | Sans majorité             |               | Conservateur               |
| North Warwickshire           |                   | Sans majorité             |               | Conservateur               |
| North West Leicestershire    |                   | Travailliste              |               | Conservateur               |
| North Wiltshire              |                   | Sans majorité             |               | Conservateur               |
| Northampton                  |                   | Sans majorité             |               | LibDem                     |
| Oadby and Wigston            |                   | LibDem                    |               | LibDem                     |
| Oswestry                     |                   | Sans majorité             |               | Conservateur               |
| Restormel                    |                   | Sans majorité             |               | Sans majorité              |
| Ribble Valley                |                   | Conservateur              |               | Conservateur               |
| Richmondshire                |                   | Indépendant               |               | Sans majorité              |
| Rother                       |                   | Conservateur              |               | Conservateur               |
| Rushcliffe                   |                   | Conservateur              |               | Conservateur               |
| Ryedale                      |                   | Sans majorité             |               | Sans majorité              |
| Salisbury                    |                   | Conservateur              |               | Sans majorité              |
| Scarborough                  |                   | Conservateur              |               | Sans majorité              |
| Sedgefield                   |                   | Travailliste              |               | Travailliste               |
| Sedgemoor                    |                   | Conservateur              |               | Conservateur               |
| Selby                        |                   | Conservateur              |               | Conservateur               |
| Sevenoaks                    |                   | Conservateur              |               | Conservateur               |
| Shepway                      |                   | Sans majorité             |               | Conservateur               |
| South Bucks                  |                   | Conservateur              |               | Conservateur               |
| South Derbyshire             |                   | Travailliste              |               | Conservateur               |
| South Hams                   |                   | Conservateur              |               | Conservateur               |
| South Holland                |                   | Conservateur              |               | Conservateur               |
| South Kesteven               |                   | Conservateur              |               | Conservateur               |
| South Norfolk                |                   | LibDem                    |               | Conservateur               |
| South Northamptonshire       |                   | Conservateur              |               | Conservateur               |
| South Oxfordshire            |                   | Conservateur              |               | Conservateur               |
| South Ribble                 |                   | Sans majorité             |               | Conservateur               |
| South Shropshire             |                   | Sans majorité             |               | Conservateur               |
| South Somerset               |                   | LibDem                    |               | LibDem                     |
| South Staffordshire          |                   | Conservateur              |               | Conservateur               |
| Spelthorne                   |                   | Conservateur              |               | Conservateur               |
| St Edmundsbury               |                   | Conservateur              |               | Conservateur               |
| Stafford                     |                   | Conservateur              |               | Conservateur               |
| Staffordshire Moorlands      |                   | Sans majorité             |               | Conservateur               |
| Suffolk Coastal              |                   | Conservateur              |               | Conservateur               |
| Surrey Heath                 |                   | Conservateur              |               | Conservateur               |
| Taunton Deane                |                   | Conservateur              |               | Sans majorité              |
| Teesdale                     |                   | Indépendant               |               | Indépendant                |
| Teignbridge                  |                   | Sans majorité             |               | Sans majorité              |
| Tendring                     |                   | Sans majorité             |               | Sans majorité              |
| Test Valley                  |                   | Conservateur              |               | Conservateur               |
| Tewkesbury                   |                   | Sans majorité             |               | Sans majorité              |
| Thanet                       |                   | Conservateur              |               | Conservateur               |
| Tonbridge and Malling        |                   | Conservateur              |               | Conservateur               |
| Torridge                     |                   | Indépendant               |               | Sans majorité              |
| Tynedale                     |                   | Conservateur              |               | Conservateur               |
| Uttlesford                   |                   | LibDem                    |               | Conservateur               |
| Vale of White Horse          |                   | LibDem                    |               | LibDem                     |
| Vale Royal                   |                   | Sans majorité             |               | Sans majorité              |
| Wansbeck                     |                   | Travailliste              |               | Travailliste               |
| Warwick                      |                   | Sans majorité             |               | Conservateur               |
| Waverley                     |                   | Sans majorité             |               | Conservateur               |
| Wealden                      |                   | Conservateur              |               | Conservateur               |
| Wear Valley                  |                   | Travailliste              |               | Sans majorité              |
| Wellingborough               |                   | Conservateur              |               | Conservateur               |
| West Devon                   |                   | Sans majorité             |               | Sans majorité              |
| West Dorset                  |                   | Conservateur              |               | Conservateur               |
| West Somerset                |                   | Conservateur              |               | Indépendant                |
| West Wiltshire               |                   | Sans majorité             |               | Conservateur               |
| Wychavon                     |                   | Conservateur              |               | Conservateur               |
| Wycombe                      |                   | Conservateur              |               | Conservateur               |
| Wyre                         |                   | Conservateur              |               | Conservateur               |

#### Un tiers des sièges à renouveler
| Conseil                   | Majorité sortante | Majorité sortante | Majorité élue | Majorité élue |
| ------------------------- | ----------------- | ----------------- | ------------- | ------------- |
| Amber Valley              |                   | Conservateur      |               | Conservateur  |
| Barrow-in-Furness         |                   | Sans majorité     |               | Sans majorité |
| Basildon                  |                   | Conservateur      |               | Conservateur  |
| Basingstoke and Deane     |                   | Conservateur      |               | Conservateur  |
| Bassetlaw                 |                   | Conservateur      |               | Conservateur  |
| Bedford                   |                   | Sans majorité     |               | Sans majorité |
| Brentwood                 |                   | Conservateur      |               | Conservateur  |
| Broxbourne                |                   | Conservateur      |               | Conservateur  |
| Burnley                   |                   | Sans majorité     |               | Sans majorité |
| Cambridge                 |                   | LibDem            |               | LibDem        |
| Cannock Chase             |                   | Sans majorité     |               | Sans majorité |
| Carlisle                  |                   | Sans majorité     |               | Sans majorité |
| Castle Point              |                   | Conservateur      |               | Conservateur  |
| Cherwell                  |                   | Conservateur      |               | Conservateur  |
| Chester                   |                   | Sans majorité     |               | Conservateur  |
| Chorley                   |                   | Conservateur      |               | Conservateur  |
| Colchester                |                   | Sans majorité     |               | Sans majorité |
| Congleton                 |                   | Conservateur      |               | Conservateur  |
| Craven                    |                   | Sans majorité     |               | Sans majorité |
| Crawley                   |                   | Conservateur      |               | Conservateur  |
| Crewe and Nantwich        |                   | Sans majorité     |               | Sans majorité |
| Daventry                  |                   | Conservateur      |               | Conservateur  |
| Eastleigh                 |                   | LibDem            |               | LibDem        |
| Ellesmere Port and Neston |                   | Travailliste      |               | Travailliste  |
| Elmbridge                 |                   | Sans majorité     |               | Sans majorité |
| Epping Forest             |                   | Conservateur      |               | Conservateur  |
| Exeter                    |                   | Sans majorité     |               | Sans majorité |
| Gloucester                |                   | Sans majorité     |               | Sans majorité |
| Great Yarmouth            |                   | Conservateur      |               | Conservateur  |
| Harlow                    |                   | Sans majorité     |               | Sans majorité |
| Harrogate                 |                   | Sans majorité     |               | Sans majorité |
| Hart                      |                   | Sans majorité     |               | Sans majorité |
| Havant                    |                   | Conservateur      |               | Conservateur  |
| Hertsmere                 |                   | Conservateur      |               | Conservateur  |
| Huntingdonshire           |                   | Conservateur      |               | Conservateur  |
| Hyndburn                  |                   | Conservateur      |               | Conservateur  |
| Ipswich                   |                   | Sans majorité     |               | Sans majorité |
| Macclesfield              |                   | Conservateur      |               | Conservateur  |
| Maidstone                 |                   | Sans majorité     |               | Sans majorité |
| Mole Valley               |                   | Conservateur      |               | Conservateur  |
| Newcastle-under-Lyme      |                   | Sans majorité     |               | Sans majorité |
| Norwich                   |                   | Sans majorité     |               | Sans majorité |
| Pendle                    |                   | LibDem            |               | LibDem        |
| Penwith                   |                   | Sans majorité     |               | Sans majorité |
| Preston                   |                   | Sans majorité     |               | Sans majorité |
| Purbeck                   |                   | Conservateur      |               | Conservateur  |
| Redditch                  |                   | Sans majorité     |               | Sans majorité |
| Reigate and Banstead      |                   | Conservateur      |               | Conservateur  |
| Rochford                  |                   | Conservateur      |               | Conservateur  |
| Rossendale                |                   | Conservateur      |               | Conservateur  |
| Rugby                     |                   | Sans majorité     |               | Conservateur  |
| Runnymede                 |                   | Conservateur      |               | Conservateur  |
| Rushmoor                  |                   | Conservateur      |               | Conservateur  |
| Shrewsbury and Atcham     |                   | Conservateur      |               | Conservateur  |
| South Bedfordshire        |                   | Conservateur      |               | Conservateur  |
| South Cambridgeshire      |                   | Sans majorité     |               | Conservateur  |
| South Lakeland            |                   | LibDem            |               | LibDem        |
| St Albans                 |                   | LibDem            |               | Sans majorité |
| Stevenage                 |                   | Travailliste      |               | Travailliste  |
| Stratford-on-Avon         |                   | Conservateur      |               | Conservateur  |
| Stroud                    |                   | Conservateur      |               | Conservateur  |
| Swale                     |                   | Conservateur      |               | Conservateur  |
| Tamworth                  |                   | Conservateur      |               | Conservateur  |
| Tandridge                 |                   | Conservateur      |               | Conservateur  |
| Three Rivers              |                   | LibDem            |               | LibDem        |
| Tunbridge Wells           |                   | Conservateur      |               | Conservateur  |
| Watford                   |                   | LibDem            |               | LibDem        |
| Waveney                   |                   | Conservateur      |               | Conservateur  |
| Welwyn Hatfield           |                   | Conservateur      |               | Conservateur  |
| West Lancashire           |                   | Conservateur      |               | Conservateur  |
| West Lindsey              |                   | LibDem            |               | LibDem        |
| West Oxfordshire          |                   | Conservateur      |               | Conservateur  |
| Weymouth and Portland     |                   | Sans majorité     |               | Sans majorité |
| Winchester                |                   | Conservateur      |               | Conservateur  |
| Woking                    |                   | Sans majorité     |               | Conservateur  |
| Worcester                 |                   | Conservateur      |               | Conservateur  |
| Worthing                  |                   | Conservateur      |               | Conservateur  |
| Wyre Forest               |                   | Sans majorité     |               | Sans majorité |

### Mairies
| Mairie        | Maire sortant | Maire sortant  | Maire sortant | Maire élu | Maire élu      | Maire élu   |
| ------------- | ------------- | -------------- | ------------- | --------- | -------------- | ----------- |
| Bedford       |               | Frank Branston | Indépendant   |           | Frank Branston | Indépendant |
| Mansfield     |               | Tony Egginton  | Indépendant   |           | Tony Egginton  | Indépendant |
| Middlesbrough |               | Ray Mallon     | Indépendant   |           | Ray Mallon     | Indépendant |

## Écosse

Majorité dans les conseils écossais.

| Conseil               | Majorité sortante | Majorité sortante | Majorité élue | Majorité élue |
| --------------------- | ----------------- | ----------------- | ------------- | ------------- |
| Aberdeen City         |                   | Sans majorité     |               | Sans majorité |
| Aberdeenshire         |                   | Sans majorité     |               | Sans majorité |
| Angus                 |                   | SNP               |               | Sans majorité |
| Argyll and Bute       |                   | Indépendant       |               | Sans majorité |
| Clackmannanshire      |                   | Travailliste      |               | Sans majorité |
| Dumfries and Galloway |                   | Sans majorité     |               | Sans majorité |
| Dundee City           |                   | Sans majorité     |               | Sans majorité |
| East Ayrshire         |                   | Travailliste      |               | Sans majorité |
| East Dunbartonshire   |                   | Sans majorité     |               | Sans majorité |
| East Lothian          |                   | Travailliste      |               | Sans majorité |
| East Renfrewshire     |                   | Sans majorité     |               | Sans majorité |
| City of Edinburgh     |                   | Sans majorité     |               | Sans majorité |
| Falkirk               |                   | Sans majorité     |               | Sans majorité |
| Fife                  |                   | Sans majorité     |               | Sans majorité |
| Glasgow City          |                   | Travailliste      |               | Travailliste  |
| Highland              |                   | Indépendant       |               | Sans majorité |
| Inverclyde            |                   | LibDem            |               | Sans majorité |
| Midlothian            |                   | Travailliste      |               | Sans majorité |
| Moray                 |                   | Indépendant       |               | Sans majorité |
| Na h-Eileanan Siar    |                   | Indépendant       |               | Indépendant   |
| North Ayrshire        |                   | Travailliste      |               | Sans majorité |
| North Lanarkshire     |                   | Travailliste      |               | Travailliste  |
| Orkney                |                   | Indépendant       |               | Indépendant   |
| Perth and Kinross     |                   | Sans majorité     |               | Sans majorité |
| Renfrewshire          |                   | Travailliste      |               | Sans majorité |
| Scottish Borders      |                   | Sans majorité     |               | Sans majorité |
| Shetland              |                   | Indépendant       |               | Indépendant   |
| South Ayrshire        |                   | Sans majorité     |               | Sans majorité |
| South Lanarkshire     |                   | Travailliste      |               | Sans majorité |
| Stirling              |                   | Sans majorité     |               | Sans majorité |
| West Dunbartonshire   |                   | Travailliste      |               | Sans majorité |
| West Lothian          |                   | Travailliste      |               | Sans majorité |